# Lamborghini Countach

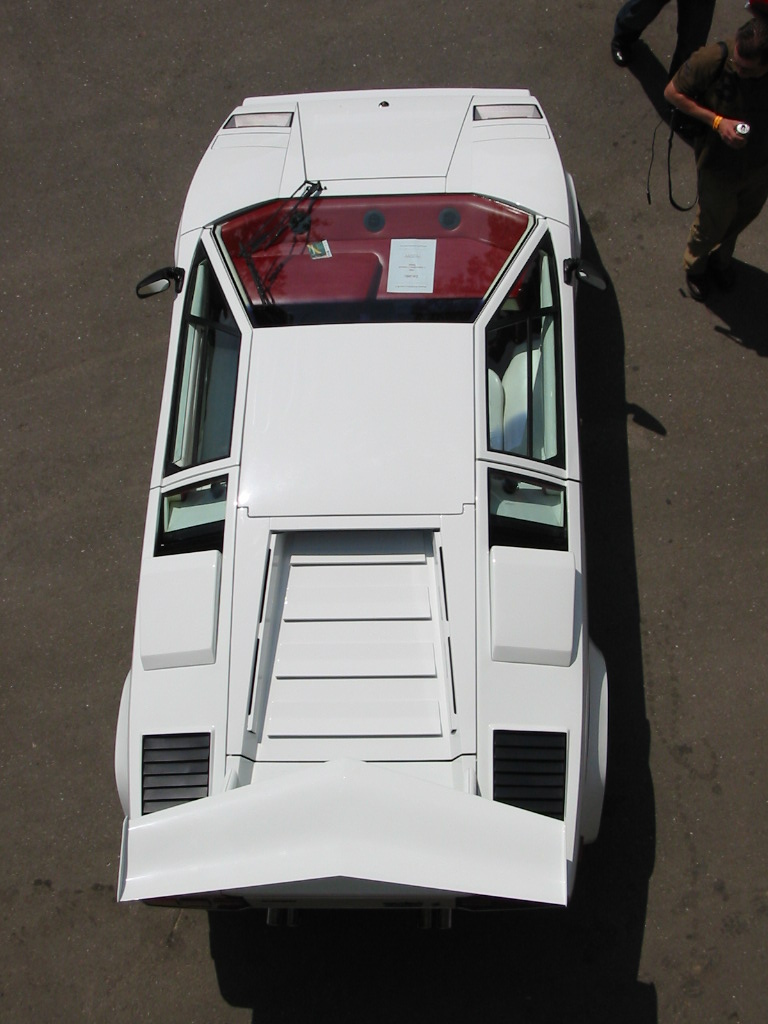
Pohled shora

Lamborghini Countach je sportovní automobil vyráběný italskou automobilkou Lamborghini v letech 1974 až 1990. Countach byl následníkem Lamborghini Miura a předchůdcem vozů Lamborghini Diablo.
Studie vozu s označením LP500 byla představena začátkem března 1971 na ženevském autosalonu, v té době se jednalo o kupé vysoce futuristických tvarů. Původně nebylo počítáno se sériovou výrobou. Po úspěchu studie na autosalonu však vedení automobilky rozhodlo o vývoji nového vozu na bázi modelu LP500. Objem původního vidlicového dvanáctiválce byl v sériovém modelu snížen z pěti na čtyři litry. Označení LP pochází z italského Longitudionale Posteriore, což označuje polohu motoru, uloženého podélně vzadu. První vůz byl zákazníkovi dodán 11. dubna 1974.
Menšími úpravami prošla také karoserie. Vozy se prodávaly pod názvem Countach, což znamená v piemontském dialektu „div“ (výraz je však používán piemontskými muži jako výraz obdivu při spatření krásné ženy).
V roce 1985 následovala verze Lamborghini Countach LP5000S Quattrovalvole (krátce Countach LP5000S QV) s motorem 5 167 cm³ a čtyřmi ventily na válec (z italštiny Quattro: čtyři; Valvole: ventil). Dosahoval výkonu 455 koní, čímž předstihl svého nejbližšího konkurenta - vůz Ferrari Testarossa.
Posledním vyráběným modelem řady Countach byl v letech 1988 až 1990 Lamborghini Countach 25 Anniversary, jubilejní typ k pětadvacátému výročí firmy Automobili Lamborghini. Na úpravách se podílel Horacio Pagani, pozdější zakladatel stejnojmenné automobilky.
Countach měl mimořádně širokou karoserii, těsnou kabinu a velice malý zavazadlový prostor. To však bylo nutnou daní za použitý motor V12 s obrovským výkonem. Vozy měly ale dokonalé rozložení hmotnosti.
V roce 2021 v rámci oslav 50 let od představení původního prototypu auta Lamborghini představilo moderní interpretaci, nazvanou Countach LPI 800-4. Ta vzpomněla na originální vůz svými tvary, navrženými týmem šéfdesignéra Lamborghini Mitjy Borkerta. Pohonné ústrojí bylo hybridní, kombinující 6,5litrový vidlicový dvanáctiválec s kondenzátory.

## Motory
Přehled technických dat jednotlivých modelů:
| Model        | Objem     | Výkon             | Max. kroutící moment     | Kompresní poměr | Příprava paliva |
| Studie LP500 | 4 971 cm³ | 328 kW (446 koní) | 448 Nm při 5 750 ot./min | 10,5:1          | Karburátor      |
| LP400        | 3 929 cm³ | 276 kW (375 k)    | 361 Nm při 5 000 ot./min | 10,5:1          | Karburátor      |
| LP400S       | 3 929 cm³ | 261 kW (355 k)    | 356 Nm při 5 000 ot./min | 10,5:1          | karburátor      |
| LP500S       | 4 754 cm³ | 276 kW (375 k)    | 418 Nm při 4 500 ot./min | 9,2:1           | Karburátor      |
| LP5000S QV   | 5 167 cm³ | 335 kW (455 k)    | 500 Nm při 5 200 ot./min | 9,5:1           | karburátor      |

Všechny verze dvanáctiválců byly osazeny šesti karburátory Weber a dvěma elektrickými čerpadly Bendix, pouze typ 5000QV ve verzi pro americký trh používal vstřikování paliva Bosch K-Jetronic.

## Jízdní výkony, spotřeba, hmotnost
| Model                     | Maximální rychlost | Zrychlení z 0 na 100 km/h | Ø spotřeba na 100 km | Hmotnost |
| ------------------------- | ------------------ | ------------------------- | -------------------- | -------- |
| Studie LP500              | 306 km/h           | 5,5 s                     | --- litrů            | 1 130 kg |
| LP400                     | 316 km/h           | 5,4 s                     | --- litrů            | 1 065 kg |
| LP400S                    | 292 km/h           | 5,9 s                     | --- litrů            | 1 200 kg |
| LP500S                    | 300 km/h           | 5,4 s                     | 26 litrů             | 1 480 kg |
| LP5000S QV 25 Anniversary | 315 km/h           | 4,8 s                     | 20-30 litrů          | 1 490 kg |

## Rozměry
- délka 4 140 mm
- šířka 2 000 mm
- výška 1 070 mm

## Produkce
Celkově bylo za 16 let vyrobeno 2 042 vozů Countach všech verzí:
| prototyp | LP400 | LP400S | LP500S | LP500S QV | 25 Anniversary |
| 1        | 157   | 237    | 321    | 650       | 676            |

Prototyp se nedochoval, byl zničen při homologačním crashtestu. Více než polovina vozů byla vyrobena v posledních pěti letech, kdy Lamborghini vlastnili noví majitelé.